# Festival internacional de cine infantil de Nueva York
Festival internacional de cine infantil de Nueva York (NYICFF por sus siglas en inglés) es un festival anual de cine que califica para el Oscar fundado por Eric Beckman y Emily Shapiro en 1997 "para apoyar la creación y difusión de películas reflexivas, provocativas e inteligentes para niños y adolescentes de entre 3 y 18 años." La experiencia del Festival cultiva un aprecio por las artes, fomenta la visión activa y exigente, y estimula la discusión animada entre compañeros, familias y la comunidad cinematográfica. Además del evento anual de cuatro fines de semana en marzo, el Festival presenta campamentos de cine y programación durante todo el año en la ciudad de Nueva York, festivales satelitales en Miami y Westchester, y un programa de giras en teatros independientes y culturales. instituciones a nivel nacional. 

## Festival anual
El emblemático Festival de la Ciudad de Nueva York ha pasado de ser un fin de semana de películas al festival de cine más grande para niños y adolescentes en América del Norte. Proyectado a lo largo de cuatro semanas en lugares de Nueva York, el programa del Festival, reducido a aproximadamente 2.500 presentaciones internacionales, consta de aproximadamente 100 cortometrajes y largometrajes, preguntas y respuestas de cineastas, programas retrospectivos, fiestas y estrenos. Miembros del público de todas las edades votan por las películas ganadoras del Festival. 

## Jurado del festival
Los ganadores de los premios jurados del Festival son elegibles para la consideración de la Academia en las categorías de Mejor cortometraje animado y mejor acción en vivo.

### 2010
- Adam Gopnik
- Frances McDormand
- Lynn McVeigh
- Matthew Modine
- Michel Ocelot
- Dana Points
- Susan Sarandon
- James Schamus
- Evan Shapiro
- Uma Thurman
- John Turturro
- Christine Vachon
- Gus Van Sant

### 2011
- Adam Gopnik
- Lynn McVeigh
- Matthew Modine
- Michel Ocelot
- Dana Points
- Susan Sarandon
- James Schamus
- Evan Shapiro
- Uma Thurman
- John Turturro
- Christine Vachon
- Gus Van Sant

### 2012
- John Canemaker
- Adam Gopnik
- Lynn McVeigh
- Matthew Modine
- Tomm Moore
- Michel Ocelot
- Dana Points
- Susan Sarandon
- James Schamus
- Evan Shapiro
- Uma Thurman
- Christine Vachon
- Gus Van Sant
- Taika Waititi
- Jeffrey Wright

### 2013
- John Canemaker
- Geena Davis
- Lynn McVeigh
- Matthew Modine
- Tomm Moore
- Michel Ocelot
- Dana Points
- Susan Sarandon
- James Schamus
- Evan Shapiro
- Christine Vachon
- Gus Van Sant
- Taika Waititi
- Jeffrey Wright

### 2014
- John Canemaker
- Geena Davis
- Lynn McVeigh
- Matthew Modine
- Richard Peña
- Bill Plympton
- Dana Points
- Susan Sarandon
- James Schamus
- Henry Selick
- Evan Shapiro
- Uma Thurman
- Christine Vachon
- Gus Van Sant
- Taika Waititi
- Jeffrey Wright

### 2015
- John Canemaker
- Geena Davis
- Lynn McVeigh
- Matthew Modine
- Richard Peña
- Bill Plympton
- Dana Points
- Susan Sarandon
- James Schamus
- Henry Selick
- Christine Vachon
- Gus Van Sant
- Taika Waititi
- Jeffrey Wright

### 2016
- John Canemaker
- Sofia Coppola
- Geena Davis
- Lynn McVeigh
- Matthew Modine
- Julianna Moore
- Richard Peña
- Bill Plympton
- Dana Points
- Susan Sarandon
- James Schamus
- Christine Vachon
- Gus Van Sant
- Taika Waititi
- Jeffrey Wright

### 2017
- John Canemaker
- Sofia Coppola
- Geena Davis
- Lynn McVeigh
- Matthew Modine
- Richard Peña
- Bill Plympton
- Dana Points
- James Schamus
- Uma Thurman
- Christine Vachon
- Gus Van Sant
- Taika Waititi
- Nadine Zylstra
- Jeffrey Wright

### 2018
- John Canemaker
- Sofia Coppola
- Geena Davis
- Lynne McVeigh
- Matthew Modine
- Julianne Moore
- Richard Peña
- Bill Plympton
- Dana Points
- Susan Sarandon
- James Schamus
- Christine Vachon
- Gus Van Sant
- Taika Waititi
- Jeffrey Wright

### 2019
- John Canemaker
- Melissa Cobb
- Sofia Coppola
- Geena Davis
- Hope Davis
- Madeleine Di Nonno
- Jorge R. Gutiérrez
- Elizabeth Ito
- Kyle MacLachlan
- Lynn McVeigh
- Matthew Modine
- Mark Osborne
- Ira Sachs
- Zoe Saldaña
- Uma Thurman
- Nora Twomey
- Taika Waititi
- Jeffrey Wright